# 五峰后河国家级自然保护区
五峰后河国家级自然保护区位于中国湖北省五峰土家族自治县境内，地处武陵山东段余脉，与湖南壶瓶山国家级自然保护区毗邻，以保护中亚热带森林生态系统以及金钱豹和珙桐等珍稀濒危动植物为主。成立于1985年，总面积为10,340公顷。境内最高峰独岭海拔2,252.2米，最低点百溪河谷海拔398.5米。后河由西向东横贯全境。